# Лижне двоборство на зимових Олімпійських іграх 1932
Змагання з лижного двоборства на зимових Олімпійських іграх 1932 відбулися 10-11 лютого. Розіграно один комплект нагород. У рамках змагань стрибки з трампліна відбулися в Олімпійському трамплінному комплексі Лейк-Плесіда, а лижні перегони — в Лейк-Плесіді (США). Обидві частини змагань були також і медальними дисциплінами.

## Медалісти
| Дисципліна             | Золото                          | Срібло                | Бронза                      |
| ---------------------- | ------------------------------- | --------------------- | --------------------------- |
| Індивідуальні змагання | Йоган Греттумсбротен · Норвегія | Оле Стенен · Норвегія | Ганс Віньяренґен · Норвегія |

## Країни-учасниці
У змаганнях з лижного двоборства на Олімпійських іграх у Лейк-Плесіді взяли участь 33 спортсмени з 10-ти країн:
- Австрія (3)
- Канада (4)
- Чехословаччина (4)
- Італія (3)
- Японія (3)
- Норвегія (4)
- Польща (3)
- Швеція (2)
- Швейцарія (3)
- США (4)